# 七美機場
七美機場，為一座位於台灣澎湖縣七美鄉平和村的民用機場，由交通部民用航空局七美航空站管理，定期航班有德安航空之澎湖─七美及高雄─七美二線。

## 歷史
七美機場原由澎湖縣政府經營，後於1991年5月11日由交通部民用航空局接管，設置「七美輔助站」。《交通部民用航空局所屬航空站組織通則》制定後，於2003年5月30日改制為丁等航空站，稱「七美航空站」，其業務督導由馬公航空站負責。
早期有永興航空飛航高雄及馬公（今澎湖機場），該公司改為國華航空後仍維持營運，在華信航空併購國華航空之後，華信航空因不堪虧損而退出此航線，目前此二航線皆由德安航空經營。

## 航空公司與航點
| 航空公司 | 目的地 | 班次     | 固定航機  |
| -------- | ------ | -------- | --------- |
| 德安航空 | 澎湖   | 每週7班  | DHC 6-400 |
| 德安航空 | 高雄   | 每週14班 | DHC 6-400 |

请参阅源Wikidata查询.

## 外部連結
- 交通部民用航空局七美航空站（页面存档备份，存于）（繁體中文）（英文）
- 七美航空站機場跑道延伸或東遷可行性初步規劃案 澎湖縣政府 （页面存档备份，存于）